# Swat Kats
Swat Kats (titlul original: SWAT Kats: The Radical Squadron) este un serial de televiziune animat american creat de Christian Tremblay și Yvon Tremblay și produs de Hanna-Barbera Cartoons. Animația a fost furnizată de către Mook Animation și Imagine în Japonia. Serialul a fost difuzat inițial pe 11 septembrie 1993 și sa încheiat la 6 ianuarie 1995, în Statele Unite ale Americii pe TBS.
În România, serialul s-a difuzat pe canalul Cartoon Network în mijlocul anilor 90 până când acesta a fost scos din grilă când canalul și-a început difuzarea integrală în limba română, serialul neavând dublaj în această limbă.
Un serial revival, intitulat SWAT Kats Revolution, este în dezvoltare la Toonz Media Group cu Christian și Yvon Tremblay revenind.

## Premis
Serialul se desfășoară în mitropolia orașului Megakat, ce este integral populat de feline antropomorfice. Personajele principale ale serialului sunt doi piloți vigilenți ce posedă un avion de vânătoare cu un set de arme. În timpul serialului ei se înfruntă cu nenumărați răufăcători printre care și forța de poliție militară a orașului Megakat.

## Personaje

### Eroii
- Chance Furlong (alias: T-Bone)
  - Voce originală în Limba engleză: Charles Adler
- Jake Clawson (alias: Razor)
  - Voce originală în Limba engleză: Barry Gordon
- Calico "Callie" Briggs
  - Voce originală în Limba engleză: Tress MacNeill
- Comandantul Feral
  - Voce originală în Limba engleză: Gary Owens
- Felina Feral
  - Voce originală în Limba engleză: Lori Alan
- Primarul Manx
  - Voce originală în Limba engleză: Jim Cummings

### Raufacatori
- Dark Kat
  - Voce originală în Limba engleză: Brock Peters
- Dr. Viper
  - Voce originală în Limba engleză: Frank Welker
- Mac
  - Voce originală în Limba engleză: Neil Ross
- Molly
  - Voce originală în Limba engleză: April Winchell
- Past Master
  - Voce originală în Limba engleză: Keene Curtis
- Seniori Pisica
  - Voce originală în Limba engleză: Rob Paulsen

### Alte Caractere
- Ann Gora
  - Voce originală în Limba engleză: Candi Milo
- Locotenentul Steele'
  - Voce originală în Limba engleză: Hal Rayle
- Johnny K.
  - Voce originală în Limba engleză:  Mark Hamill
- Profesorul Harckle
  - Voce originală în Limba engleză: George Hearn
- Al – 
  - Voce originală în Limba engleză:  Frank Welker și Rob Paulsen
- Doamnă în vârstă
  - Voce originală în Limba engleză: Candi Milo

## Episoade

### Primul sezon
1. The Pastmaster Always Rings Twice
2. The Giant Bacteria
3. The Wrath of Dark Kat
4. Destructive Nature
5. The Metallikats
6. Bride of the Pastmaster
7. Night of the Dark Kat
8. Chaos in Crystal
9. The Ghost Pilot
10. Metal Urgency
11. The Ci-Kat-A
12. Enter the Madkat
13. Katastrophe

### Sezonul 2
1. Mutation City
2. A Bright and Shiny Future
3. When Strikes Mutilor
4. Razor's Edge
5. Cry Turmoil
6. SWAT Kats Unplugged
7. The Deadly Pyramid
8. Caverns of Horror
9. Volcanus Erupts!
10. The Origin of Dr. Viper
11. The Dark Side of the SWAT Kats
12. Unlikely Alloys
13. (Kats Eye News) A Special Report

## Legături externe
- Swat Kats la Internet Movie Database